# Maxine Peake
Pour les articles homonymes, voir Maxine et Peake.
Maxine Peake, née le 14 juillet 1974 en Angleterre, est une actrice de cinéma et de télévision britannique.

## Engagement politique
Maxine Peake est militante socialiste, féministe et écologiste. Elle rejoint le Parti communiste britannique à l'âge de 18 ans. Elle s'est engagée dans les années 2010 pour défendre les services publics contre les mesures d'austérité du gouvernement de David Cameron. Elle est proche du Parti travailliste depuis que Jeremy Corbyn en a été élu dirigeant.

## Filmographie
- 1996 : Hetty Wainthropp Investigates (série télévisée) : Photocopy Assistant
- 1998 : Girls' Night : Sharon
- 1998 : Picking up the Pieces (série télévisée) : Lucy
- 1999 : Sunburn (série télévisée) : Sue
- 1999 : Coronation Street (série télévisée) : Belinda Peach
- 1999 : Jonathan Creek (série télévisée) : Marion Cretiss
- 2000 : Clocking Off (série télévisée) : Marie Leach
- 1998-2000 : Dinnerladies (en) (série télévisée) : Twinkle
- 2001 : The Way We Live Now (mini-série) : Ruby Ruggles
- 2001 : Linda Green (série télévisée) : Receptionist
- 2001 : Hamilton Mattress (court métrage télévisé) : Lulu (voice)
- 2002 : All or Nothing : Party Girl
- 2002 : Holby City (série télévisée) : Tanya Wilton
- 2002 : Inspecteurs associés (Dalziel and Pascoe) (série télévisée) : Dr Allison Laurie
- 2003 : At Home with the Braithwaites (série télévisée) : Trixie Fletcher
- 2003 : Early Doors (série télévisée) : Janice
- 2004 : Christmas Lights (téléfilm) : Pauline
- 2005 : Be Mine (court métrage) : Tina's Mum
- 2005 : Faith (téléfilm) : Linda
- 2005 : Frozen : Ticket Attendant
- 2005 : Stealing Up (court métrage) : Daughter
- 2005 : Messiah: The Harrowing (mini-série) : DS Vickie Clarke
- 2006 : See No Evil: The Moors Murders (mini-série) : Myra Hindley
- 2006 : The Madness of the Dance (court métrage) : The professor
- 2004-2007 : Shameless (série télévisée) : Veronica Fisher
- 2007 : Confessions of a Diary Secretary (téléfilm) : Tracey Temple
- 2007 : I Am Bob (court métrage) : Marilyn Monroe
- 2007 : Would Like to Meet (court métrage) : George's Mum
- 2008 : Fairy Tales (mini-série) : Cindy Mellor
- 2008 : Bike Squad (téléfilm) : WPC Kate McFay
- 2008 : Hancock & Joan (téléfilm) : Joan Le Mesurier
- 2008 : Placebo (téléfilm) : Dr Sian Nuttall
- 2008 : Clubbed : Angela
- 2008 : The Devil's Whore (mini-série) : Elizabeth Lilburne
- 2008 : Little Dorrit (mini-série) : Miss Wade
- 2009 : Pink (court métrage)
- 2009 : Criminal Justice II: Peter Moffat Interviews (mini-série)
- 2009 : Red Riding: In the Year of Our Lord 1980 (téléfilm) : Helen Marshall
- 2009 : Miss Marple (Agatha Christie's Marple) (série télévisée) : Jolly Bellever
- 2009 : The Street (série télévisée) : Madeleine
- 2009 : Criminal Justice (mini-série) : Juliet Miller
- 2010 : Le journal secret d'Anne Lister (The Secret Diaries of Miss Anne Lister) (téléfilm) : Anne Lister
- 2010 : Imaginary Friend (court métrage) : Pauline
- 2010 : Alice (court métrage) : Gillian
- 2010 : Edge : Elly
- 2011 : DeafBlind (court métrage) : Maggie
- 2012 : Rachael (court métrage) : Mum
- 2012 : Best Laid Plans : Isabel
- 2012 : The Hollow Crown (série télévisée) : Doll Tearsheet
- 2012 : Room at the Top (mini-série) : Alice Aisgill
- 2012 : Private Peaceful (en) : Hazel Peaceful
- 2013 : Run & Jump : Vanetia
- 2013 : Svengali : Angie
- 2013 : Keeping Up with the Joneses (court métrage) : Celia
- 2013 : The Heart Fails Without Warning (court métrage) : Mother
- 2011-2014 : Silk (série télévisée) : Martha Costello QC
- 2014 : Keeping Rosy : Charlotte
- 2014 : Une merveilleuse histoire du temps (The Theory of Everything) : Elaine Mason
- 2013-2014 : The Village (série télévisée) : Grace Middleton
- 2014 : The Falling : Eileen Lamont
- 2015 : Artsnight (série télévisée) : Presenter
- 2015 : Hamlet : Hamlet
- 2015 : The Tolpuddle Martyrs : Narrator
- 2015 : Strange Weather (court métrage) : Jane
- 2016 : Comic Strip Presents RED TOP (téléfilm) : Rebekah Brooks
- 2016 : A Midsummer Night's Dream (téléfilm) : Titania
- 2016 : Funny Cow : Funny Cow
- 2016 : Unseen (court métrage)
- 2016 : Room 915 (court métrage) : Emma
- 2017 : Fanny Lye Deliver'd : Fanny Lye
- 2017 : Black Mirror : Bella (saison 4, épisode 5 : Metalhead)
- 2017 : Three Girls (série télévisée) : Sara Rowbotham
- 2018 : Peterloo de Mike Leigh
- 2018 : The Bisexual (série télévisée)
- 2022 : Wendell and Wild de Henry Selick (voix)
- 2023 : Dance First de James Marsh : Barbara Bray